# Fleuve (cheval)
Pour les articles homonymes, voir Fleuve (homonymie).
Le Fleuve (wolof : Naru Gor) est une race de chevaux de selle légers, de robe grise, originaire du Sénégal en Afrique de l'Ouest. Employé tant sous la selle que pour la traction légère, il est réputé énergique et vif, bien adapté au climat sénégalais. Ses effectifs sont inconnus.

## Histoire
D'après la base de données DAD-IS et le guide Delachaux, en wolof, ces chevaux seraient connus sous le nom de Naru Gor, ou narugor. Cependant, le dictionnaire de CAB International (2016) indique que narugor est le nom wolof d'une autre race, le Foutanké. 
Le nom « cheval du Fleuve », en français, provient du mot « fleuve ».
La race provient de chevaux Barbe de Hodh ou Kayes, croisés avec le cheptel de poneys sénégalais local,. Cependant, les nombreux brassages récents entre les chevaux sénégalais ont rendu la caractérisation des races difficile.

## Description
D'après DAD-IS, la taille moyenne est de 1,40 m, pour un poids médian de 325 kg.
D'après le guide Delachaux, le Fleuve toise de 1,40 m à 1,50 m au garrot.
C'est un cheval de selle léger. Il est très proche du Foutanké, mais plus fin que ce dernier.
La tête est assez fine, le poitrail plutôt étroit. La croupe présente une forme avalée. Les membres sont fins et longs.
La robe est grise sous toutes les nuances,.
C'est un cheval vif et énergique, bien adapté au climat local. La gestion de la race est assurée par le Senegalese Institute of Agricultural Research, ISRA / LNERV.

## Utilisations
Ces chevaux sont indifféremment employés sous la selle et à l'attelage. 

## Diffusion de l'élevage
La race est propre au Sénégal, d'où elle est « localement adaptée ». L'étude menée par l'Université d'Uppsala, publiée en août 2010 pour la FAO, signale le Fleuve comme race locale africaine dont le niveau de menace est inconnu. Son niveau de menace est également inconnu dans DAD-IS (2018), qui ne fournit aucun relevé d'effectifs.